# Saint-Gobert

Saint-Gobert este o comună în departamentul Aisne din nordul Franței. În 1 ianuarie 2022 avea o populație de 285 de locuitori.